# Ascot Motor & Manufacturing
Die Ascot Motor & Manufacturing Co. Ltd. war ein britischer Automobilhersteller in Letchworth Garden City, Hertfordshire. 1928–1930 wurden dort zwei sehr unterschiedliche Modelle gebaut.
Der 10 hp besaß einen Vierzylinder-Reihenmotor mit 1.372 cm³ Hubraum. Er beruhte auf einer ungarischen Konstruktion und war für die Großserienproduktion gedacht. Das Interesse des Marktes aber war gering und so entstand nur eine kleine Anzahl von Fahrzeugen.
Der 17/45 hp war ein Sechszylindermodell eigener Konstruktion, das sich etwas besser verkaufte. Sein seitengesteuerter Motor besaß 2.423 cm³ Hubraum. Dieses Fahrzeug wurde 1929 vorgestellt.
Bereits 1930 musste Ascot seine Tore schließen.

## Modelle
| Modell   | Bauzeitraum | Zylinder | Hubraum  | Radstand |
| -------- | ----------- | -------- | -------- | -------- |
| 10 hp    | 1928–1930   | 4 Reihe  | 1372 cm³ | 2743 mm  |
| 17/45 hp | 1929–1930   | 6 Reihe  | 2423 cm³ | 2959 mm  |

## Quelle
- David Culshaw, Peter Horrobin: The Complete Catalogue of British Cars. 1895–1975. New edition, reprint. Veloce Publishing plc., Dorchester 1999, ISBN 1-874105-93-6.